# Calliandra biflora
Calliandra biflora är en ärtväxtart som beskrevs av Benjamin Carroll Tharp. Calliandra biflora ingår i släktet Calliandra och familjen ärtväxter. Inga underarter finns listade i Catalogue of Life.